# Erik Duræus
Erik Sunesson Duræus, född 4 april 1641 i Vinnerstads socken, Östergötlands län, död 13 februari 1717 i Kuddby socken, Östergötlands län, var en svensk skolman och präst. Han var farfar till Samuel Duræus.

## Biografi
Ericus Duræus föddes 4 april 1641 i Vinnerstads socken. Han var son till kyrkoherden Suno Duræus och Brita Bruzæus. Duræus studerade i Vadstena och Linköping  under den duglige kantorn Ericus Erici Bröms och blev 13 maj 1663 student vid Uppsala universitet. Han var musikstipendiat där 1665–1670 under rector cantus Carolus Petri Wallinus.  Han blev filosofie magister utomlands 1674. Den 16 december 1674 blev han matematiklektor i Linköping och tillträdde 9 augusti 1675 samt prästvigdes 25 mars 1681. Duræus var även från 1686 kyrkoherde i Landeryds församling. Han blev 16 mars 1692 kyrkoherde i Kuddby socken och kontraktsprost i Vikbolands kontrakt. År 1693 var han predikant vid prästmötet och 1694 preses vid prästmötet. Duræus avled 13 februari 1717 i Kuddby socken och begravdes 12 juli samma år med likpredikan över Jobs bok 16:22 av biskopen Torsten Rudeen. Hans stoft sattes ner i Kuddby kyrkas sakristia.
Duræus var riksdagsman vid riksdagen 1682. Fullmäktig i prästeståndet vid 1682 års riksdag författade han en Dagbok över detta riksmöte (utgiven 1788 av Johan Hinric Lidén i "Handlingar om riksdagen 1682").[källa behövs]

### Familj
Duræus gifte första gången 4 april 1676 med Beata Johansdotter (1653–1692), som dotter till Johan Carlsson och Margareta Pedersdotter samt änka efter köpmannen Anders Persson Gråsten i Linköping. Duræus och Johansdotter fick tillsammans barnen Margareta (1677–1677), Brita (född 1678), Anna, Margareta (född 1680), Andreas, Eric och Carl (1688–1711). Duræus gifte sig andra gången 2 november 1693 med Maria Christersdotter (1667–1737), som var dotter till kyrkoherden Christiernus Christophori och Elisabeth Drysenius i Söderköping. De fick tillsammans barnen Christiernus (1695–1695), Elisabeth, Samuel (1698–1699) och Johan Christer Duræus (1701–1776).